# Irmaos lobatus
Irmaos lobatus is een pissebed uit de familie Irmaosidae. De wetenschappelijke naam van de soort is voor het eerst geldig gepubliceerd in 1983 door Ferrara & Taiti.